# Jan Lam

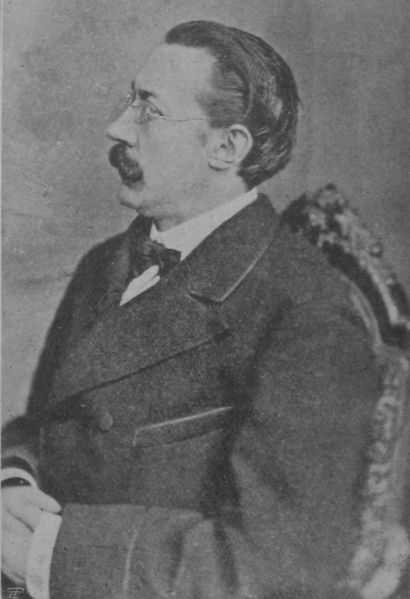
Jan Lam

Jan Pawel Ferdynand Lam (* 16. Januar 1838 in Stanislau/Stanisławów, Galizien; † 3. August 1886 in Lemberg) war ein Journalist und Schriftsteller polnischer Nationalität in der Donaumonarchie.
Lam, Sprössling einer aus Hanau nach Österreich eingewanderten Familie, studierte von 1855 bis 1859 Jus und Philosophie an der Universität Lemberg, machte als Kadett den italienischen Feldzug mit, beteiligte sich im Rang eines Hauptmanns am polnischen Aufstand von 1863 und lebte dann als Redakteur in Lemberg.
Als Humorist erwarb er sich besonders durch seine in verschiedenen Zeitungen veröffentlichten Wochenchroniken großen Ruf. Er schrieb ferner eine Reihe von Erzählungen, wie:
- Der Kriegskommissar,
- Fräulein Emilia,
- Zu vergoldende Köpfe,
- Idealisten,
- Sonderbare Karrieren,

und andere, welche sämtlich eine ätzende, satirische Schärfe verraten.